# Scusi, facciamo l'amore?
Scusi, facciamo l'amore? è un film del 1968 diretto da Vittorio Caprioli.

## Trama
Lallo di San Marciano giunge a Milano da Napoli dopo la morte del padre Bebe, per partecipare ai funerali, che però diserta per incontrare l'amante del padre, la contessa Giuditta, dalla quale il genitore era mantenuto. Poiché il padre non possedeva alcunché, a parte una serie di abiti eleganti, Lallo viene accolto a casa dello zio Carlo.
Lallo inizia a frequentare la Milano borghese e benestante delle amiche della zia, con le quali intesse una serie di relazioni allo scopo di farsi mantenere. Per un periodo ha una relazione anche con la zia Lidia, interrotta bruscamente dalla partenza dello zio, a causa di problemi legali di quest'ultimo.
Dopo una serie di altre relazioni con ricche donne milanesi, stanco della vita che sta conducendo, viene accolto da Giuditta e messo a lavorare nella sua ditta. Lallo si innamora però della figlia di lei, Sveva, che sta per sposarsi con il direttore della ditta, Gianmarco Borghini. La madre, per non mandare a monte il matrimonio, racconta a Lallo la menzogna che la Sveva e lui sarebbero fratellastri.
Lallo decide così di diventare il mantenuto di un ricco barone tedesco, che aveva vinto a un'asta a Cortina d'Ampezzo dei preziosi gemelli con le iniziali di Lallo.